# 크리스티안 슈바르처
크리스티안 슈바르처(독일어: Christian Schwarzer, 1969년 10월 23일~)는 독일의 핸드볼 선수, 지도자로 포지션은 피벗이다. 현역 시절 핸드볼 분데스리가의 프로 선수로 활동했고 독일 핸드볼 국가대표팀의 일원으로 뛰었다. 그는 독일 국가대표팀 선수로서 319경기에 출전하여 966골을 기록했으며 독일 대표팀 선수 역대 최다 득점 기록을 보유하고 있다. 또한 올림픽에 4회 출전하여 올림픽에서 은메달을 획득했으며 세계 선수권 대회에서 금메달 1개, 은메달 1개를 획득했다.